# Solanum pimpinellifolium
Solanum pimpinellifolium (syn. Lycopersicon pimpinellifolium) ist eine Pflanzenart aus der Sektion der Tomaten (Solanum sect. Lycopersicon) in der Gattung der Nachtschatten (Solanum). Sie ist im deutschen Sprachraum auch als Johannisbeertomate bekannt. Sie ist eine Ursprungsform der kultivierten Tomate (Solanum lycopersicum).

## Beschreibung

### Vegetative Merkmale
Solanum pimpinellifolium ist eine krautige Pflanze, die einjährig, zweijährig oder ausdauernd wachsen kann. Sie wächst zunächst aufrecht, später aber niederliegend und kletternd und erreicht dabei Längen von bis zu 3 m vom Zentrum ausgehend. Die Stängel haben an der Basis einen Durchmesser von 8 bis 11 mm, sind grün und meist spärlich (nur selten auch bis dicht samtig) behaart. Die Trichome sind dabei in mehrere Arten zu unterteilen. Am häufigsten sind einreihig, ein- bis zweizellige, weiße, dünne und etwa 0,5 mm lange Trichome, die aus einer einzelligen Basis entspringen. Dazwischen sind spärlich drüsige Trichome mit ein- und mehrzelligen Trichomen vorhanden. Nur gelegentlich, wie in einigen nord-peruanischen Populationen gibt es größere und kräftigere, einzellige, bis zu 1 mm lange Trichome, die aus einer vielzelligen Basis entspringen. Dies können nichtdrüsige und drüsige Trichome sein, die mit einem feinen, einzelligen Kopf versehen sind.
Die sympodialen Einheiten besitzen meist drei Laubblätter, die Internodien sind 2 bis 8 cm lang. Die Laubblätter sind unterbrochen unpaarig gefiedert, 4 bis 12 cm lang und 1,5 bis 8 cm breit. Sie sind spärlich bis dicht mit drüsigen und nichtdrüsigen Trichomen behaart. Die Behaarung ist samtig und entlang der Aderung und auf der Unterseite deutlicher ausgeprägt. Ähnlich wie an den Sprossen sind auch die Blattunterseiten einiger nord-peruanischer Populationen entlang der Adern mit kräftigeren Trichomen besetzt. Die Haupt-Teilblätter stehen in zwei bis vier Paaren, sie nehmen zur Blattbasis leicht in der Größe zu, sind elliptisch oder breit elliptisch bis eiförmig oder breit eiförmig geformt. Die Basis ist herzförmig oder gelegentlich abgeschnitten, schief und auf der dem Scheitel abgewandten Seite vergrößert. Der Blattrand ist ganzrandig, abgerundet gekerbt oder im oberen Drittel leicht gezahnt. Die Spitze ist etwas abgerundet, spitz oder spitz zulaufend. Das endständig stehende Teilblatt ist 2,5 bis 5 cm lang und 1 bis 3,5 cm breit und steht an einem 0,5 bis 2 cm langen Stielchen, die größten seitlich stehenden Teilblätter sind 1,5 bis 3,5 cm lang, 1 bis 2 cm breit und stehen an 0,5 bis 0,7 cm langen Stielchen. Die Basis der Teilblattstielchen läuft meist an der Blattachse herab. Teilblätter zweiter und dritter Ordnung fehlen, eingefügte Zwischenteilblätter sind wenig vorhanden, meist ein bis vier Paare. Diese Zwischenteilblätter haben eine Länge von 0,5 bis 1,2 cm und eine Breite von 0,2 bis 0,7 cm, sind aufsitzend oder haben bis zu 0,2 cm lange Stielchen. Der Abstand zwischen den seitlichen, primären und den Zwischenteilblättern ist variabel und schwankt meist zwischen 0,5 und 2 cm. Der Blattstiel des Gesamtblattes ist (selten nur 0,8) 1,5 bis 5 cm lang, Scheinnebenblätter fehlen.

### Blütenstände und Blüten
Die 4 bis 25 cm langen Blütenstände sind meist unverzweigt oder gelegentlich einmal verzweigt. Sie bestehen aus 7 bis 30 Blüten, sind tragblattlos und stehen an 2 bis 3 (selten bis 5) cm langen Blütenstandsstielen. Sie sind ähnlich den Stängeln behaart, haben jedoch mehr drüsige Trichome mit vielzelligen Köpfen. Die Blütenstiele sind 1 bis 1,3 cm lang und im oberen Ende gelenkartig abgeknickt.
Die Knospen sind 0,5 bis 1,2 cm lang und langgestreckt konisch. Kurz vor dem Aufblühen steht die Krone mehr als 2/3 bis 3/4 über den Kelch hinaus. Zur Blüte ist die Kelchröhre 0,05 bis 0,1 cm lang. Die daran ansetzenden Kelchlappen sind 0,25 bis 0,5 mm lang und 0,1 bis 0,25 cm breit, sie sind lanzettlich geformt und mit einreihigen Trichomen dicht behaart. Die sternförmige, blass bis leuchtend gelbe Krone hat einen Durchmesser von 1,2 bis 3 cm, die Kronröhre ist 0,1 bis 0,25 cm lang. Die frei stehenden Kronzipfel sind 1 bis 1,5 cm lang und 0,2 bis 0,4 cm breit. Sie sind an den Außenseiten der Spitzen dicht mit feinen weißen Trichomen besetzt und zur Blütezeit stark nach hinten zurückgebogen.
Die röhrenförmig verwachsenen Staubblätter sind 0,7 bis 1 cm lang und gerade. Dabei sind die Staubfäden 0,5 bis 1 mm, die Staubbeutel 0,5 bis 0,7 mm und ein steriler, sich an der Spitze befindlicher Anhang 0,3 bis 0,4 mm lang. Der Fruchtknoten ist konisch bis kugelförmig und unbehaart. Der Griffel ist 0,7 bis 1 mm lang und misst etwa 0,5 mm im Durchmesser. Im unteren Drittel ist er dicht weiß behaart, er steht nicht oder nur 0,5 bis 1 mm über die Staubblattröhre hinaus. Die Narbe ist kopfig und grün.

### Früchte und Samen
Die Früchte sind bis zu 1 cm durchmessende, kugelförmige, zweikammerige und bei Reife leuchtend rote Beeren. Sie sind während des Fruchtwachstums schwach bis dicht drüsig behaart. Die Trichome sind einreihig, etwa 0,5 mm lang und haben vielzellige oder einzellige Köpfe. Bei Reife sind die Früchte verkahlt. Die Blütenstiele sind an der Frucht auf 1,5 bis 2 cm Länge verlängert, gerade oder am Gelenkpunkt in Richtung der Blütenstandsachse gebogen. Die Kelchlappen sind an der Frucht auf 1 bis 1,2 cm Länge und 0,25 bis 0,4 cm Breite vergrößert und stark zurückgebogen, so dass sie parallel zum Stiel verlaufen. Die Früchte enthalten 2 bis 3 mm lange, 1 bis 2,3 mm breite und 0,5 bis 0,8 mm dicke Samen. Sie sind umgekehrt eiförmig, an der Spitze schmal beflügelt und an der Basis spitz zulaufend. Sie sind blass braun gefärbt und mit haar-ähnlichen Auswüchsen der äußeren Zellen der Samenhülle besetzt. Diese sind entweder anliegend und den Samen eine samtige Oberfläche gebend oder aber zottig.

## Verbreitung und Standorte
Die ursprüngliche Verbreitung von Solanum pimpinellifolium ist wahrscheinlich das Küstengebiet im Norden Perus, sowie im Süden Chiles, wo die Art in Höhenlagen zwischen 0 und 500 m wächst. Populationen aus Ecuador und höheren Lagen in Nordperu sind wahrscheinlich durch Introgression mit der Tomate (Solanum lycopersicum) entstanden und zeichnen sich durch stärker gekerbte Blätter und Unterschiede in der Behaarung aus. Auf den Galapagos-Inseln ist die Art eingeschleppt worden und kreuzt sich dort mit den einheimischen Wildtomaten, beispielsweise Solanum cheesmaniae.
Die Art wächst an feuchten Standorten, beispielsweise an Rändern von Feldern und Äckern.

## Systematik
Solanum pimpinellifolium ist sehr nah mit der Tomate (Solanum lycopersicum) verwandt und kreuzt sich sehr einfach mit ihr, wodurch eine Unterscheidung der beiden Arten nicht sehr einfach ist. Phylogenetische Untersuchungen stellen die Art als Schwestertaxon zu einer Gruppe, die aus der Tomate (Solanum lycopersicum) und Solanum cheesmaniae besteht.

### Hauptquellen
- Iris E. Peralta, Sandra Knapp & David M. Spooner: Solanum pimpinellifolium. In: Solanaceae Source, abgerufen am 7. August 2008